# Anne Charles François de Montmorency
Anne Charles François de Montmorency (* 12. Juli 1768 im Hôtel de Montmorency in Paris; † 26. Mai (oder 25. Mai) 1846 im ehemaligen 10. Arrondissement ebenda), Duc de Montmorency war ein französischer Militär und Politiker aus dem Haus Montmorency.

## Leben
Anne Charles François de Montmorency ist das erste von sechs Kindern von Anne Léon de Montmorency und Charlotte Anne Françoise de Montmorency-Luxembourg. Sein Vater trug seit seiner Heirat 1767 De iure uxoris den Titel eines Duc de Beaufort-Montmorency. Anne Charles François de Montmorency hatte drei Brüder und eine Schwester: Christian (1769–1844), Élisabeth (1771–1828), Thibaut (1773–1818), Pulchérie (1776–1863) und Louis (1782–1814).
Seine ersten militärischen Erfahrungen machte er 1785 im Régiment Colonel-Général dragons. Die Französische Revolution veranlasste ihn zur Emigration; er kehrte nach Frankreich zurückzukehren, sobald Napoleon Bonaparte den ins Exil gegangenen Adligen die Möglichkeit dazu eröffnete. Am 17. August 1810 wurde er zum Comte de l’Empire ernannt. Im Jahr 1813 wurde er Kommandant der Garde nationale des Département Eure-et-Loir. Während des Frankreichfeldzugs 1814 band ihn der Kaiser als einen der vier Aides-majors généraux unter Marschall Moncey an den Stab der Nationalgarde in Paris. Als Marschall Moncey zum Kaiser zurückgerufen wurde und da die anderen drei Generalmajore zur gleichen Zeit eine andere Aufgabe erhielten, war er allein mit dem Kommando betraut und musste die Hauptstadt gegen die ausländische Armeen verteidigen, die den französischen Truppen zahlenmäßig weit überlegen waren.
Vom 4. Juni 1814 bis zum 20. März 1815 war er Mitglied auf Lebenszeit der Chambre des Pairs. Am 7. Juli 1815 – nach der Herrschaft der Hundert Tage – wurde diese Mitgliedschaft erneuert und am 18. August 1815 wurde sie erblich. Am 27. Juni 1814 wurde er zum Ritter im Ordre royal et militaire de Saint-Louis ernannt. Am 5. September 1814 wurde er Ritter und am 19. August 1823 Offizier der Ehrenlegion. Am 31. August 1817 wurde er erblicher Duc de Montmorency, Pair de France, Marquis de Fosseux, Premier Baron chrétien de France.

## Ehe und Familie
Am 2. Juni 1788 heiratete er in der Kirche Saint-Roch in Paris Anne Louise Caroline de Goyon de Matignon (* 3. Mai 1774 in Neapel; † 27. März 1846 in Paris), Tochter von Tochter von Louis Charles Auguste Goyon de Matignon, Comte de Gacé (Haus Goyon), und Angélique Elisabeth le Tonnelier de Breteuil. Sie bekamen drei Kinder:
- Anne Louis Raoul Victor (* 14. Dezember 1790 in Solothurn; † 18. August 1862 in Courtalain), 1846 2. Duc de Montmorency etc., 1813 kaiserlicher Kämmerer, bestattet in Paris, Cimetière de Picpus; ⚭ März 1821 Euphémie Théodore Valentine de Harchies, * 1786/87; † 21. Oktober 1858 Reitunfall, Tochter von Louis Gabriel de Harchies, Marquis de Vlamertinge, und Helene Gottliebe von Plettenberg, Witwe von Anne Joseph Thibaut Comte de Montmorency – keine Nachkommen
- Anne Elisabeth Laurence (* 7. April 1802 in Paris; † 14. Oktober 1860 ebenda); ⚭ 6. September 1819 in Paris Théodore Paul Alexandre Démétrius, Prince de Bauffremont-Courtenay; † 28. Januar 1853 in Paris (Haus Bauffremont)
- Anne Louise Charlotte Alix (* 15. November 1810 in Paris; † 12. September 1858 ebenda); ⚭ 23. Februar 1829 in Paris Napoléon Louis de Talleyrand-Périgord, 3. Duc de Talleyrand, 5. Herzog von Sagan; † 21. März 1898 in Berlin (Haus Talleyrand-Périgord) – ihr Sohn Nicolas Raoul Adalbert de Talleyrand-Périgord bekam 1864 von Napoleon III. die Erlaubnis, den Herzogstitel seiner Großeltern zu führen